# Tachidiopsis similis
Tachidiopsis similis är en kräftdjursart som beskrevs av Coull 1973. Tachidiopsis similis ingår i släktet Tachidiopsis och familjen Tisbidae. Inga underarter finns listade i Catalogue of Life.